# Paula T. Hammond

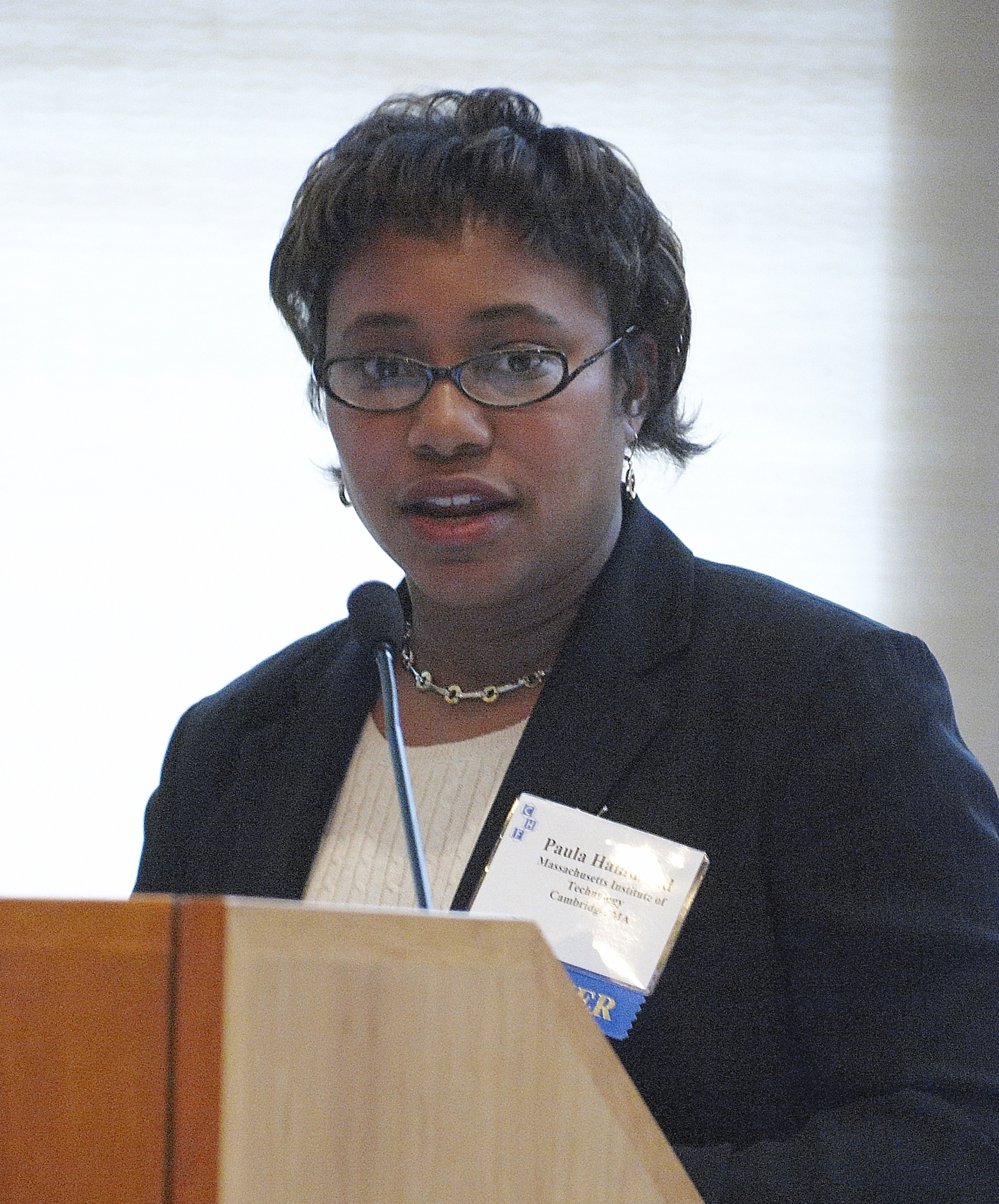
Paula Hammond (2006)

Paula Therese Hammond (* 1963 in Detroit, Michigan) ist eine US-amerikanische Chemieingenieurin und Materialwissenschaftlerin am Massachusetts Institute of Technology (MIT). Sie ist vor allem für ihre Arbeiten zur Bildung von Nanomaterialien aus Makromolekülen bekannt.

## Leben und Wirken
Paula T. Hammond erwarb 1984 am MIT einen Bachelor und arbeitete zunächst zwei Jahre für Motorola in der Entwicklung der Umhüllung integrierter Schaltkreise. 1988 erwarb sie am Georgia Institute of Technology einen Master und 1993 wieder am MIT bei Michael Rubner einen Ph.D., jeweils in Chemieingenieurwesen. Als Postdoktorandin arbeitete sie bei George Whitesides an der Harvard University.
Seit 1995 hat Hammond am MIT eine Professur inne. Hier ist sie (Stand 2019) David H. Koch Professor of Engineering, Leiterin der Abteilung für Chemieingenieurwesen und Mitglied des Koch Institute for Integrative Cancer Research am MIT.
Hammond verwendet elektrostatische Kräfte und andere zwischenmolekulare Kräfte, um funktionelle Systeme (darunter Layer-by-Layer-Systeme) mit hochkontrollierter Struktur für elektrochemische und biomedizinische Anwendungen zu entwickeln. Hierzu gehören neuartige Biomaterialien zur räumlich und zeitlich kontrollierten Oberflächenabgabe von Wirkstoffen. Hammond hat laut Datenbank Scopus (Stand Januar 2025) einen h-Index von 108.
Seit 2006 ist Hammond Fellow der American Physical Society. 2013 wurde sie in die American Academy of Arts and Sciences gewählt, 2016 in die National Academy of Medicine, 2017 in die National Academy of Engineering und 2019 in die National Academy of Sciences.
2024 erhielt sie die Benjamin Franklin Medal des Franklin Institute und die Othmer-Goldmedaille. Anfang 2025 verlieh ihr der scheidende US-Präsident Joe Biden die National Medal of Technology and Innovation.
Paula Hammond ist in zweiter Ehe verheiratet und hat eine Tochter.